# Christina Stürmer
Christina Stürmer (9 de juny de 1982) és una cantant de música pop rock d'Àustria, així com el nom de la seua banda. Després de treballar a una llibreria a Linz (Àustria) i de cantar en diverses bandes, Stürmer aconseguí quedar la segona al programa de televisió de joves cantants Starmania, el que li va suposar el reconeixement del gran públic. La seua primera cançó Ich lebe (Sóc viva), llençada l'any 2003, fou un gran èxit a Àustria, on va aconseguir classificar-se com la número 1 de les llistes i mantenir-se durant nou setmanes.
L'any 2004 la cançó Vorbei (S'ha acabat) aparegué per primer cop dins la llista Top 100 de la veïna Alemanya, el que propicià que uns mesos després, l'abril de 2005, es produïra una nova versió de Ich Lebe, especialment per al mercat alemany. Aquest tema aconseguí uns notables resultats a Alemanya, Suïssa i Italià, fent ben coneguda a la cantant a tots els països de parla germana.
2006 fou el seu any amb més èxit, ja que vengué més d'1,5 milions de còpies dels seus CDs a aquestos països.

## Biografia

### Els primers anys
Christina prové d'una família amb molta tradició musical. Ja quan feia tretze anys, començà a tocar el saxòfon en una banda de jazz. Juntament, començà també els seus estudis de flauta travessera. A més, a partir de l'any 1998 cantava també en un cor i en un grup de capella anomenat Sulumelina. Després d'acabar l'institut, començà a treballar fent pràctiques a una llibreria. Uns mesos més tard es presentà al casting de Starmania, programa que li suposaria el llançament definitiu.

### Els començaments a Àustria
Després de "Ich Lebe", el seu primer hit, sortiren dos nous singles, que aconseguiren un èxit encara major: "Geh nicht wenn du kommst" i la cançó antibèlica "Mama (ana Ahabak)", originada durant la guerra de l'Iraq. La cançó presenta la perspectiva de la guerra d'una xiqueta iraquí i també romangué durant 9 setmanes com a número 1 a les llistes d'Àustria.
El maig de 2004 aparegué el seu segon àlbum Soll das wirklich alles sein, (Açò és realment tot?), de nou, sols per al públic austríac.

### L'entrada a Alemanya
Mentrestant, Christina i els seus managers, Andreas Streit i Bernd Rengleshausen, havien estat preparant l'entrada al mercat alemany. Per fi, el novembre de 2004, fou llançat en Alemanya el single Vorbei, que malgrat tot, no complí amb les expectatives inicials. Uns mesos després, l'abril de 2005, una reedició del disc "Ich Lebe" fou també presentada al públic alemany. En aquesta ocasió, el single si que recollí un gran èxit, situant-se al cap de poc en el número 9 de le llistes i ascendint més tard fins al quart.
El següent àlbum, Schwarz Weiss (En blanc i negre) fou llançat en juny de 2005, en Alemanya i Suïssa. El nou treball abastà la tercera posició de les llistes alemanyes i romangué al top 20 durant més d'un any. La majoria dels temes, ja coneguts en Àustria, foren regrabats i arreglats, orientant-los cap a les noves tendències del rock i el pop alemany. El singles foren "Engel fliegen Einsam" (Els Àngels volen a soles), "Mama (Ana Ahabak)", i "Immer an euch geglaubt" (Sempre he cregut en tu).

## Discografia

### Àlbums
| Any  | Títol                         | Posició a les llistes | Posició a les llistes | Posició a les llistes | Dades                                              |
| Any  | Títol                         | AT                    | DE                    | CH                    | Dades                                              |
| ---- | ----------------------------- | --------------------- | --------------------- | --------------------- | -------------------------------------------------- |
| 2003 | Freier Fall (com a Christina) | 1 (8)                 | -                     | -                     | Publicació: 16 de Juny de 2003 Vendes:90.000       |
| 2004 | Soll das wirklich alles sein? | 1 (7)                 | -                     | -                     | Publicació: 8 de Juny de 2004 Vendes: 90.000       |
| 2005 | Wirklich alles! (live)        | 1*                    | -                     | -                     | Publicació: 17 de Maig de 2005 Vendes:             |
| 2005 | Schwarz Weiss                 | -                     | 3                     | 12                    | Publicació: 30 de Maig de 2005 Vendes: 420.000     |
| 2006 | Lebe lauter                   | 1 (4)                 | 1 (2)                 | 6                     | Publicació: 15 de Setembre de 2006 Vendes: 250.000 |
| 2007 | lebe lauter live              | 2*                    | -                     | -                     | Publicació: 19 'd'Octubre de 2007 Vendes:          |

*Musik-DVD-Charts

### Singles
| Any  | Títol                                                    | Posició a les llistes | Posició a les llistes | Posició a les llistes | Posició a les llistes | Dades                              |
| Any  | Títol                                                    | AT                    | DE                    | CH                    | EU                    | Dades                              |
| ---- | -------------------------------------------------------- | --------------------- | --------------------- | --------------------- | --------------------- | ---------------------------------- |
| 2003 | Ich lebe (com a Christina) Freier Fall                   | 1 (9)                 | -                     | -                     | -                     | Publicació: 24 de Març de 2003     |
| 2003 | Geh nicht, wenn du kommst (com a Christina) Freier Fall  | 5                     | -                     | -                     | -                     | Publicació: 11 d'Agost de 2003     |
| 2003 | Mama (Ana Ahabak) (com a Christina) Freier Fall          | 1 (7)                 | -                     | -                     | -                     | Publicació: 17 de Novembre de 2003 |
| 2004 | Vorbei Soll das wirklich alles sein?/Schwarz Weiss       | 1 (1)                 | 83                    | -                     | -                     | Publicació: 03 de Maig de 2004     |
| 2004 | Bus durch London Soll das wirklich alles sein?           | 5                     | -                     | -                     | -                     | Publicació: 16 d'Agost de 2004     |
| 2004 | Weißt du wohin wir gehen? Soll das wirklich alles sein?  | 8                     | -                     | -                     | 183                   | Publicació: 07 de Novembre de 2004 |
| 2005 | Liebt sie dich so wie ich? Soll das wirklich alles sein? | 7                     | -                     | -                     | 188                   | Publicació: 21 de Febrer de 2005   |
| 2005 | Ich lebe (2005) Schwarz Weiss                            | 26                    | 4                     | 21                    | 18                    | Publicació: 25 d'Abril de 2005     |
| 2005 | Engel fliegen einsam (2005) Schwarz Weiss                | 10                    | 16                    | -                     | 44                    | Publicació: 01 d'Agost de 2005     |
| 2005 | Mama (Ana Ahabak) (2005) Schwarz Weiss                   | -                     | 11                    | 33                    | 25                    | Publicació: 04 de Novembre de 2005 |
| 2006 | Immer an euch geglaubt (2005) Schwarz Weiss              | -                     | 46                    | -                     | -                     | Publicació: 2006                   |
| 2006 | Nie genug Lebe lauter                                    | 1 (2)                 | 15                    | 35                    | 46                    | Publicació: 28 d'Abril de 2006     |
| 2006 | Um bei dir zu sein/An Sommertagen Lebe lauter            | 1 (3)                 | -                     | -                     | 128                   | Publicació: 18 d'Agost de 2006     |
| 2006 | Ohne dich Lebe lauter                                    | 8                     | 33                    | 47                    | -                     | Publicació: 01 de Desembre de 2006 |
| 2007 | Scherbenmeer Lebe lauter                                 | 6                     | 16                    | 63                    | 77                    | Publicació: 02 de Març de 2007     |
| 2007 | Augenblick am Tag Lebe lauter                            | 29                    | -                     | -                     | -                     | Publicació: 15 de Juny de 2007     |
| 2007 | Um bei dir zu sein (2007) Lebe lauter                    | -                     | 39                    | -                     | -                     | Publicació: 03 d'Agost de 2007     |
| 2007 | Mitten unterm Jahr (unplugged) TBA                       |                       | -                     | -                     | -                     | Publicació: 16 de Novembre de 2007 |

### DVDs
- Wirklich alles! (2005, Doble DVD, Live Concert al Wiener Stadthalle al Novembre de 2004)
- Schwarz Weiß (2005, "Best of" del "Wirklich alles!" DVD)
- lebe lauter live (Conzert a Viena [Kaiserwiese] i Bonusmaterial [Unsere besten Tage Tourdokumentation], Punlcat en Àustria, Alemanya i Suïssa)

## Premis
- Amadeus Austrian Music Award 2004 al "Millor grup Pop/Rock nacional" i "grup revelació nacional de l'any"
- Amadeus Austrian Music Award 2005 al "Millor grup Pop/Rock nacional" i "Millor Single nacional"
- ECHO 2006 a la "Millor Cantant nacional (Rock/Pop)"
- Amadeus Austrian Music Award 2006 al "Millor grup Pop/Rock nacional" i "Millor Single nacional"
- Diapasó daurat 2006 al "Millor grup Alemany de Rock/Pop"